# Nippoptilia rutteni
Nippoptilia rutteni là một loài bướm đêm thuộc chi Nippoptilia, có ở New Guinea. Sải cánh dài khoảng 13 mm.